# Askehoug
Askehoug, de son vrai nom Matthieu Aschehoug, est un chanteur-compositeur français né en 1971.

## Biographie
Né en 1971 en Bretagne,  d'une famille d'origine norvégienne du côté paternel, il effectue des études en Arts déco     puis devient musicien, bassiste, notamment auprès de Louis Chedid et Stupeflip, avant d'opter à 35 ans pour une carrière solo de chanteur-compositeur. Il adapte pour la scène son nom, Matthieu Aschehoug, en Askehoug,. Mademoiselle K lui propose de faire sa première partie à La Cigale.
Un premier album est auto-produit en 2008. Les autres suivent dans des labels. Dès le deuxième, l'accueil critique est bon, Askehoug reçoit le prix Georges-Moustaki en 2013.

## Accompagnement
Il est accompagné de James Sindatry à la contrebasse, Nicolas Krassilchik aux percussions et Cyril Taieb occasionnellement au piano. 

### Style
Il se distingue par une allure de dandy, des textes, un phrasé et une inspiration qui peuvent évoquer Bashung, un zeste de Gainsbourg dans l'allure et dans un certain détachement, une voix rauque et des arrangements sonores pop-rock,,,,.

## Discographie
- 2009 : Smart & Piggy (auto-produit)
- 2012 : Je te tuerai un jeudi
- 2017 : French Kiss (Ulysse Maison d’Artistes - L’Autre Distribution)
- 2023 : La Rivière (Au Raz Du Silence)